# Tiệm rau của anh chàng độc thân
Tiệm rau của anh chàng độc thân (Tiếng Hàn: 총각네 야채가게; Chonggagne Yachaegage) là một bộ phim truyền hình Hàn Quốc, có sự tham gia diễn xuất của Ji Chang-wook, Wang Ji-hye, Kim Young-kwang, Park Soo-jin và Hwang Shin-hye.
Bộ phim dựa trên cuốn sách cùng tên xuất bản năm 2003 kể về câu chuyện thành công ngoài đời thực của một người đàn ông trẻ tuổi tên Lee Young-seok, đã biến quầy rau củ 40m vuông của mình từ năm 1998 thành một chuỗi cửa hàng với 33 chi nhánh trên toàn quốc.

## Nội dung
Han Tae-yang (Ji chang Wook thủ vai) là một chàng trai chăm chỉ và có tài, anh làm mọi thứ để cửa hàng rau của mình được thành công. Anh đã thuê 2 chàng trai làm cho mình. Nam Yoo-bong, một nông dân thành công nhưng cô đơn khi chưa từng yêu đương, Lee Chan-sol, một người huấn luyện các ngôi sao thần tượng bị công ty quản lý sa thải sau 9 năm do một vụ bê bối. Yoon Ho-jae là một thiên tài nhưng thiếu các kỹ năng xã hội khiến cho cậu không thể xin vào các công ty lớn. Jung Ki-young, một người đàn ông vô gia cư ít nói. Phim về hành trình khởi nghiệp đầy gian nan của anh chàng Han Tae Young. Sau đó đã phát triển cửa hàng rau quả của mình thành hệ thống rộng lớn với nhiều chi nhánh trên cả nước.
Bên cạnh đó,câu chuyện cũng kể về nhân vật Han Tae Young phải lòng yêu cô gái Mok Ga On, nhưng cô gái này lại đang che giấu một bí mật lớn. Thực ra cô là Jin Jin-shim, một cô gái mồ côi. Khi bạn của cô, Mok Ga-on đích thực chết khi còn là một thiếu nữ, bà Choi Kang-sun - người mẹ nhiều tham vọng của Ga-on đã đón  Jin-shim về và bảo cô đóng giả làm con gái mình vì Ga-on là con ngoài giá thú của một nhà tài phiệt. Jin-shim luôn khát khao một gia đình nên đã đồng ý sống dưới cái tên Ga-on.  Cô cũng có cảm tình với Tae-yang nhưng bị kẹt giữa anh một chàng trai với gia thế giàu có tên là Lee Seul-woo.

## Dàn diễn viễn
- Ji Chang-wook vào vai Han Tae-yang
  - Oh Jae-moo vào vai Tae-yang lúc nhỏ
- Wang Ji-hye vào vai Mok Ga-on/Jin Jin-shim
  - Chae Bin vào vai young Jin-shim
  - Park So-young vào vai Ga-on lúc nhỏ
- Kim Young-kwang vào vai Lee Seul-woo
- Park Soo-jin vào vai Jung Dan-bi
- Hwang Shin-hye vào vai Choi Kang-sun
- Lee Se-young vào vai Han Tae-in
  - Roh Jeong-eui vào vai Tae-in lúc nhỏ
- Park Won-sook vào vai Hwang Soo-ja
- Jang Hang-sun vào vai Jung Goo-gwang
- Kim Do-yeon vào vai Yeon Boon-hong
- Jeon No-min vào vai Mok In-beom
- Lee Kwang-soo vào vai Nam Yoo-bong
- Shin Won-ho vào vai Lee Chan-sol
- Song Ji-hyuk vào vai Yoon Ho-jae
- Noh Sung-ha vào vai Jung Ki-young[7]
- Lee Eun vào vai Hong Jung-ah
- Sa Mi-ja vào vai Park Geum-soon

## Trình chiếu
Tại Hàn Quốc, bộ phim được phát sóng trên kênh Channel A từ 21 tháng 12 năm 2011 đến ngày 8 tháng 3 năm 2012 vào thứ tư và thứ năm lúc 21h20, dài 24 tập.
Tại Việt Nam, bộ phim được phát sóng vào khung giờ 22h40 phút bắt đầu từ 15 tháng 12 năm 2012, dài 36 tập.